# Neochera dominia
Neochera dominia là một loài bướm đêm thuộc họ Erebidae. Loài này có ở 
Indo-Australian tropics từ Ấn Độ tới Queensland và the Solomons.
Sải cánh dài khoảng 60 mm.
Ấu trùng ăn các loài Marsdenia.

## Phụ loài
- Neochera dominia affinis (Indonesia, Papua New Guinea)
- Neochera dominia basilissa (Australia, Indonesia)
- Neochera dominia butleri (China, Ấn Độ, Indonesia, Malaysia, Myanmar, Nepal, the Philippines, Sikkim, Thailand, miền bắc Vietnam)
- Neochera dominia contraria (Vanuatu)
- Neochera dominia dominia (Ấn Độ, Indonesia)
- Neochera dominia eugenia (Indonesia, Papua New Guinea và Philippines)
- Neochera dominia fumosa (Indonesia)
- Neochera dominia fuscipennis (Papua New Guinea)
- Neochera dominia heliconides (Sumbawa, Philippines: Palawan, Luzon, Negros)
- Neochera dominia herpa (Indonesia)
- Neochera dominia javana (Indonesia)
- Neochera dominia papuana (Indonesia và Papua New Guinea)
- Neochera dominia proxima (Indonesia: Java và Timor, Papua New Guinea)
- Neochera dominia stibostethia (Buru)

## Hình ảnh

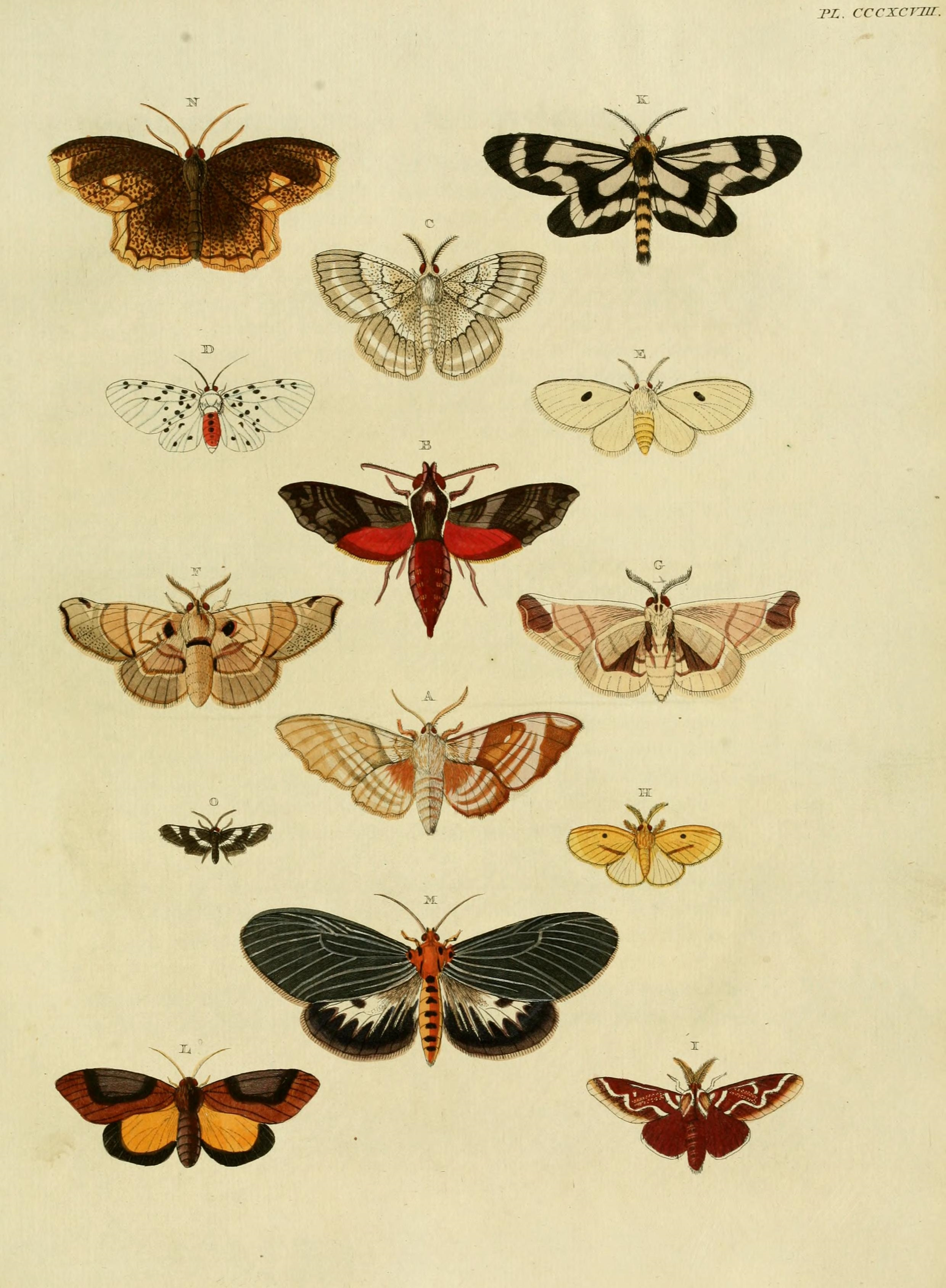